# Vicente Mário de Castro
Vicente Mário de Castro (Porto Alegre, 15 de agosto de 1900 - São Gabriel, 16 de setembro de 1988), foi um militar brasileiro, tendo destaque no movimento tenentista, especialmente no Rio Grande do Sul, Paraná e São Paulo. Participou ativamente dos levantes militares nas décadas de 1920 e 1930.

## Biografia
Nascido em uma família de tradição militar, seu avô, Desidério Celestino de Castro, atuara com destaque como almirante na Guerra do Paraguai. Já o seu pai, Carlos Agostinho, foi um renomado oficial da  Marinha.
Natural de Porto Alegre, Vicente Mário de Castro nasce no ano de 1900. Após realizar seus estudos iniciais em sua cidade de origem, dá início a sua carreira militar no Rio de Janeiro e posteriormente no interior do Rio Grande do Sul, no município de São Gabriel.
Foi com 25 anos em 1926, durante a Revolta conhecida como Coluna Relâmpago, liderado pelo coronel Alcides Etchegoyen, que Vicente de Castro, atua pela segunda  vez no movimento tenentista (tendo participado com êxito dois anos antes, em 1924, no Paraná).
Enquanto ainda tenente de artilharia, Vicente de Castro  aconselhou cautela aos revoltosos do 9º Regimento de Cavalaria, sugerindo que se retirassem para o município de Caçapava do Sul, já prevendo que a revolta estava por chegar em São Gabriel.
Porém, posteriormente, em 19 de novembro de 1926, ele convocou trinta e oito soldados de sua unidade, além de tropas revolucionárias de algumas cidades do estado gaúcho, incluindo as tropas remanescentes da revolta em São Gabriel, sob o seu comando, para a localidade próxima do local chamado “Arroio do Seival”.
Começava ali uma batalha envolvendo as forças da Coluna Relâmpago contra as forças da Brigada Militar, que representavam o governo legalista.
Lá, prepararam uma emboscada contra as forças legalistas lideradas por Osvaldo Aranha e compostas por civis armados.
Os opositores sofrem severas perdas. O próprio Osvaldo Aranha foi ferido no pé durante o confronto.
O combate do Seival foi caracterizado por uma curta, porém intensa batalha, com o uso de cavalaria e artilharia.
Anos depois, prestes a eclodir a Revolução de 1930, o então antigo opositor político Osvaldo Aranha, agora ambos do mesmo lado, recruta-o para uma missão durante o movimento de 30: uma coluna que invadisse São Paulo, pelo litoral. Vicente de Castro teve brilhante atuação e foi um dos protagonistas do levante.
Cruzando rios, florestas de mata fechada, com lugares totalmente íngremes, a coluna apesar de quinze  mortos e alguns diversos feridos obteve êxito.
Dentre as vítimas estavam um opositor, o tenente coronel Pedro Árbues. Foi amplamente divulgado nos jornais da época o fato do gesto comovente e nobre: o Coronel Vicente Mário de Castro, após guardar consigo e chegarem na cidade de Santos, manda através de um oficial, entregar a espada do comandante adversário morto para os seus familiares. E assim o fizeram.
Após a Revolução de 1930, o Coronel Vicente Mário de Castro continuou envolvido em atividades políticas e militares. Ele foi um dos fundadores da Legião Revolucionária do Paraná, uma organização criada para consolidar os resultados da revolução a fim de promover reformas políticas e sociais a longo prazo.
Após duas décadas de batalhas e intensos confrontos, findada a Revolução de 30, ele descansa e estabelece a sua vida familiar na cidade de São Gabriel.
Casa-se com Ilza Teixeira da Cunha. O casal têm dois filhos: Teresinha Cunha de Castro (1937-2005) e Antônio Cunha de Castro (1942-2021).

O Tenente - Coronel Vicente Mário de Castro com a sua família